# Stenasellus virei
Stenasellus virei is een pissebed uit de familie Stenasellidae. De wetenschappelijke naam van de soort is voor het eerst geldig gepubliceerd in 1897 door Adrien Dollfus.